# Hermann Franke (Kantor)
Hermann Franke (* 9. Februar 1834 in Neusalz, Provinz Schlesien; † 1919 in Sorau, Provinz Niederschlesien) war ein deutscher Kantor und Komponist.

## Leben und Werk
Franke war Schüler von Adolph Bernhard Marx. Er wurde zunächst Kantor in Crossen (Oder). 1869 wurde er Kantor an der Hauptkirche von Sorau.
Franke schrieb das Oratorium Isaaks Opferung, diverse Chor- und Orchesterwerke, zwei Klaviertrios op. 257 und op. 65 und die Cellosonate G moll op. 69.